# Nahuel Suárez
Bruno Nahuel Suárez Pereyra (Montevideo, 2 giugno 2000) è un calciatore uruguaiano, portiere del Progreso.

## Carriera
Cresciuto nel settore giovanile del Defensor Sporting, nel 2018 è stato ceduto in prestito annuale all'Atenas. Ha esordito l'11 agosto successivo subentrando nei minuti finali dell'incontro pareggiato 2-2 contro il Montevideo Wanderers.